# Pareuplexia luteistigma
Pareuplexia luteistigma là một loài bướm đêm trong họ Noctuidae.